# جیدایگکی

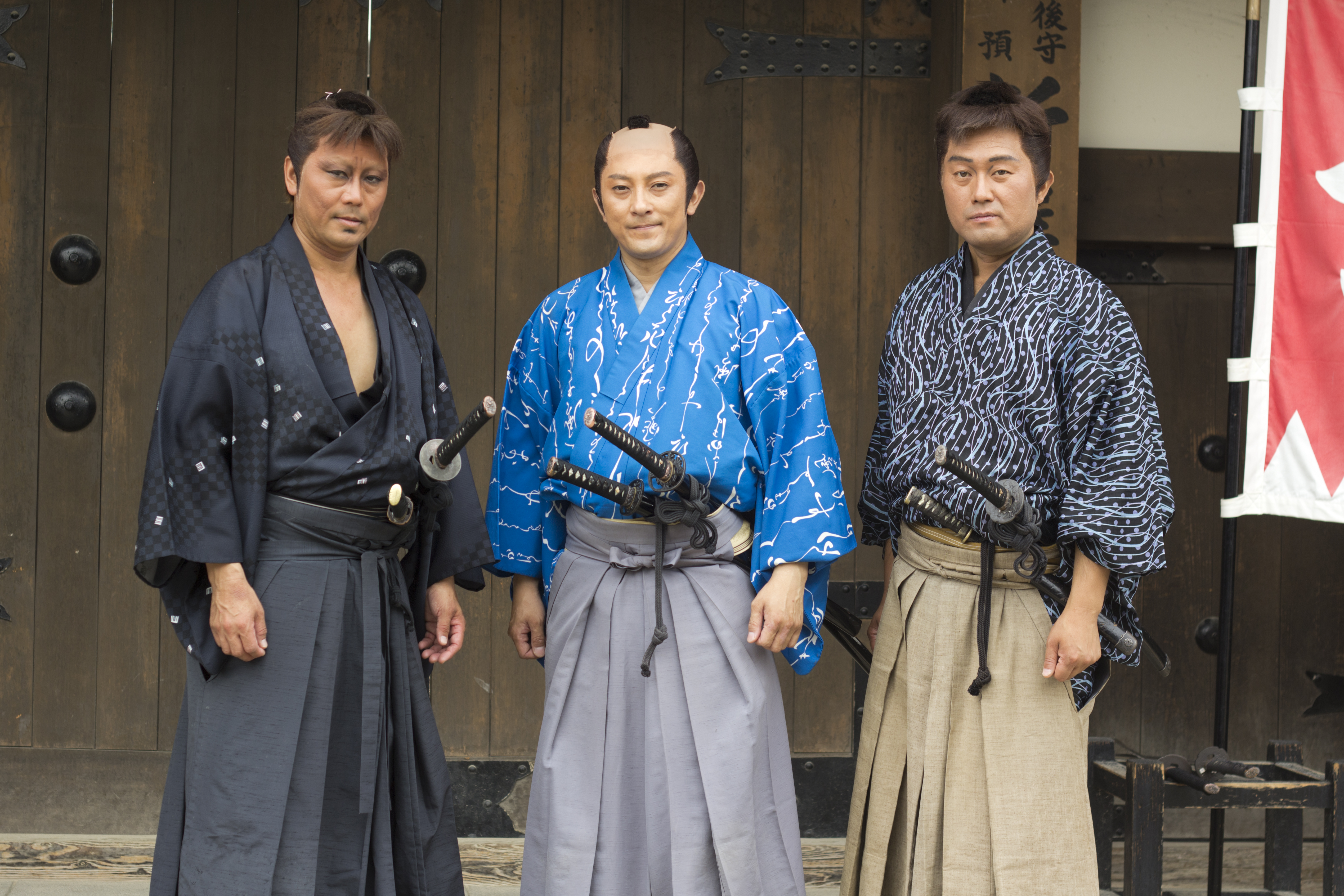
بازیگران نقش‌های سامورایی در کیوتو

جیدایگکی (انگلیسی: Jidaigeki) یک ژانر فیلم، تلویزیون، بازی ویدئویی و تئاتر در ژاپن است. معنای واقعی کلمه «درام دوره» است، جیدایگکی اغلب موضوعاتی در طول دوره ادوی تاریخ ژاپن، ۱۶۰۳–۱۸۶۸ را در بر می‌گیرد.

## کارگردانان معروف جیدایگکی
- هیدئو گوشا
- کن ایچیکاوا
- هیروشی ایناگاکی
- آکیرا کوروساوا
- ماساکی کوبایاشی
- ماکینو شوزو
- میزومی کنجی
- کنجی میزوگوچی
- کی‌هاچی اوکاموتو
- اوچیدا تومو
- کیمیوشی یاسودا